# بانگلس
بانگلس (انگلیسی: Bungles)  یک مجموعه چهارتایی از فیلم‌های کمدی صامت کوتاه به کارگردانی مارسل پرز و اولیور هاردی است که در سال ۱۹۱۶ منتشر شدند. از بازیگران این فیلم‌ها می‌توان به اولیور هاردی، السی مک‌کلاد و مارسل پرز اشاره کرد.

## فیلم‌ها
- بانگلس شغلی پیدا می‌کند
- گریختن بانگلس با دلدار
- بانگلس قانون را اجرا می‌کند
- روز بارانی بانگلس